# 鳥居清秀
鳥居 清秀（とりい きよひで、生没年不詳）とは、江戸時代の浮世絵師。

## 来歴
初代鳥居清満の門人とされ、その長男ともいわれているが定かではない。『浮世絵師伝』は宝暦7年（1757年）頃の生れで安永初め頃に没したとしている。作画期は宝暦末年から安永初年頃で、黒本の挿絵などを描いたことで知られる。また明和9年（1772年）春刊行のめりやす稽古本の表紙絵も手がけた。

## 作品
- 『仇討武道物語』二巻1冊　黒本　※明和元年（1764年）刊行
- 『車塚曾我物語』二巻　黒本　※明和元年刊行
- 『心げしゃう』二巻　黒本　※明和末年頃
- 『猫また又々珍説』二巻　青本　※明和末年頃
- 「立姿美人図」　紙本着色　出光美術館所蔵